# مکانیک بازی

یک نمونه حرکت تسخیر کننده در بازی

مکانیک بازی (انگلیسی: Game mechanics) از منظر یک سیستم بازی، مکانیک بازی «عمدتاً برای توصیف چگونگی تعامل بازیکنان با قوانین بازی و سایر خصوصیات رسمی مانند اهداف، اقدامات و استراتژی‌های بازیکنان و حالت‌های بازی استفاده می‌شود.»
هیچ تعریف مشخصی از مکانیک بازی پذیرفته نشده‌است. در زیر برخی از تعریف‌های پذیرفته شده ارائه شده‌است.
مکانیک بازی «سیستم تعاملات بین بازیکن و بازی است … در حالی که مکانیک بازی بیش از آن چیزی است که بازیکن ممکن است تشخیص دهد، آنها فقط مواردی هستند که تجربه بازی را تحت تأثیر قرار می‌دهند. به عبارت دیگر: آنچه در طول بازی اتفاق می‌افتد و بازیکن».
در بازی‌های رومیزی و بازی‌های ویدئویی، «مکانیک بازی» عبارت است از «قوانین و روال‌هایی که بازیکن را راهنمایی می‌کند و پاسخ بازی به حرکت یا عملکرد بازیکن را».
همه بازی‌ها از مکانیک استفاده می‌کنند. با این حال، نظریه‌های مختلفی در مورد اهمیت نهایی آنها برای بازی وجود دارد. به‌طور کلی، روند و مطالعه در مورد طراحی بازی تلاش برای دستیابی به مکانیک بازی است که به افراد اجازه می‌دهد تا یک تجربه جذاب، اما نه لزوماً سرگرم‌کننده داشته باشند.
تعامل مکانیک‌های مختلف بازی در یک بازی، پیچیدگی و سطح تعامل بازیکنان در بازی را تعیین می‌کند و همراه با محیط و منابع بازی تعادل بازی را تعیین می‌کند. برخی از اشکال مکانیک بازی قرن هاست که در بازی‌ها استفاده می‌شود، در حالی که برخی دیگر نسبتاً جدید هستند، که در دهه گذشته اختراع شده‌اند.

## مکانیک بازی در مقابل گیم پلی
گیم پلی بازی را می‌توان به عنوان ترکیب و تعامل بسیاری از عناصر یک بازی تعریف کرد. با این حال، در مورد تفاوت مکانیک بازی و گیم پلی بازی برخی از سردرگمی‌ها وجود دارد. برای برخی، گیم پلی بازی چیزی بیشتر از مکانیک بازی نیست. برای دیگران، گیم پلی - به ویژه هنگامی که در اصطلاح «گیم پلی اساسی» به آن اشاره می‌شود - به مکانیک‌های اصلی بازی اشاره دارد که خصوصیات کلی بازی را تعیین می‌کنند.
به عنوان مثال، گیم پلی اصلی یک بازی ویدیویی تیراندازی یا جنگی، ضربه زدن در حالی که ضربه نخوردن است. در یک بازی ماجراجویی گرافیکی، گیم پلی اصلی معمولاً حل معماهای مربوط به زمینه است. گیم پلی اصلی پوکر تولید ترکیب‌های عددی یا طبقه ای خاصی است. گیم پلی اصلی گلف ضربه زدن به توپ و رسیدن به یک نقطه مشخص است.
هدف این بازی‌ها کمی با خود گیم پلی متفاوت است. به عنوان مثال، در حالی که به پایان یک مرحله می‌رسید (در بازی‌های پلتفرم)، شکست دادن رئیس، پیشرفت شخصیت‌های خود را از طریق داستان (RPGs) یا فرورفتن توپ در یک سوراخ (گلف) ممکن است هدف از انجام یک بازی باشد، این سرگرمی در درجه اول با استفاده از روشی و دستیابی به چنین هدفی حاصل می‌شود. گیم پلی اصلی بازی را برای بازیکن تعریف می‌کند، در حالی که مکانیک بازی تعیین می‌کند که کل بازی از چه قسمت‌هایی تشکیل شده‌است.
در بازی‌های ویدیویی، گیمرها تصور کاملاً مشخصی از آنچه گیم پلی در نظر گرفته می‌شود، دارند. این هست:
کاری که بازیکن می‌تواند انجام دهد
آنچه که نهادهای دیگر می‌توانند انجام دهند، در پاسخ به اقدامات بازیکن
آنچه یک بازیکن و نهادهای دیگر می‌توانند در یک بازی انجام دهند نیز تحت مکانیک یک بازی قرار می‌گیرد.
با این حال، از منظر برنامه‌نویسی یا طراحی کلی، می‌توان گیم پلی اساسی را بیشتر آشکار کرد تا مکانیک‌های تشکیل دهنده بازی را آشکار کند. به عنوان مثال، گیم پلی اصلی بازی مبارزه می‌تواند برای حمله و دفاع، یا مشت، لگد، بلوک، جاخالی دادن و پرتاب از بین برود. که می‌تواند بیشتر به ضربات مشت / لگد قوی / ضعیف تجزیه شود. به همین دلیل، مکانیک بازی بیشتر یک مفهوم مهندسی است در حالی که گیم پلی بیشتر یک مفهوم طراحی است.